# Живојин Димитријевић
Живојин Димитријевић био је машински инжењер.

## Биографија
Студирао је технику у Београду, Леобену, Минхену и Берлину, а праксу обављао у Бухсу, Службовао је у Војно техничком заводу у Крагујевцу, као управник тополивнице, чаурнице и шрапнелнице, а уједно био наставник Војно-техничке и Занатске школе. Године 1906—08. инсталирао је машине у заводу у „Обилићево” крај Крушевца.
У Првом светском рату радио на Крфу на реорганизацији наоружања српске војске, а затим придодат француском Министарству муниције. По повратку из Француске 1918. начелник је Економског одељења Генералне дирекције Југословенске државне железнице. Био је председник Удружења југословенских инжењера и архитеката.
Значајан је његов рад на стварању српске стручне терминологије. Прикупио је 16.000 речи за српски технички речник и израдио српски додатак за I свеску Шломановог шестојезичног Илустрованог технучког речника („Машински делови и најпотребнији алати” Минхен 1923). При Инжењерском удружењу, секције Београд основао је од својих средстава фонд за штампање техничких књига. Сарађивао је у „Српском техничком листу” и „Неимару”, а радио на стандардизовању техничких артикала.